# Железнодорожный район (Хабаровск)
Железнодорожный район — один из пяти внутригородских районов Хабаровска.

## География
Расположен в восточной части города. Площадь района составляет 99 км². Крупнейший по территории среди районов Хабаровска в пределах городской черты на правобережье.

## История
Образован Указом Президиума Верховного Совета РСФСР от 28 декабря 1938 года.

## Население
| 1959     | 1970     | 1979     | 1989     | 2002     | 2009     | 2010     |
| -------- | -------- | -------- | -------- | -------- | -------- | -------- |
| 86 329   | ↗108 075 | ↗122 556 | ↗141 164 | ↗151 316 | ↘150 303 | ↘149 745 |
| 2011     | 2012     | 2013     | 2014     | 2015     | 2016     | 2017     |
| ↗149 826 | ↘149 021 | ↗150 789 | ↗151 664 | ↘151 217 | ↗151 749 | ↗151 990 |
| 2018     | 2019     | 2020     | 2021     | 2024     |          |          |
| ↗152 275 | ↘150 823 | ↘150 390 | ↗154 789 | ↘154 087 |          |          |

## Микрорайоны

Елисаветинский храм

Здание администрации Хабаровского отделения ДВЖД

Посёлок завода им. Горького

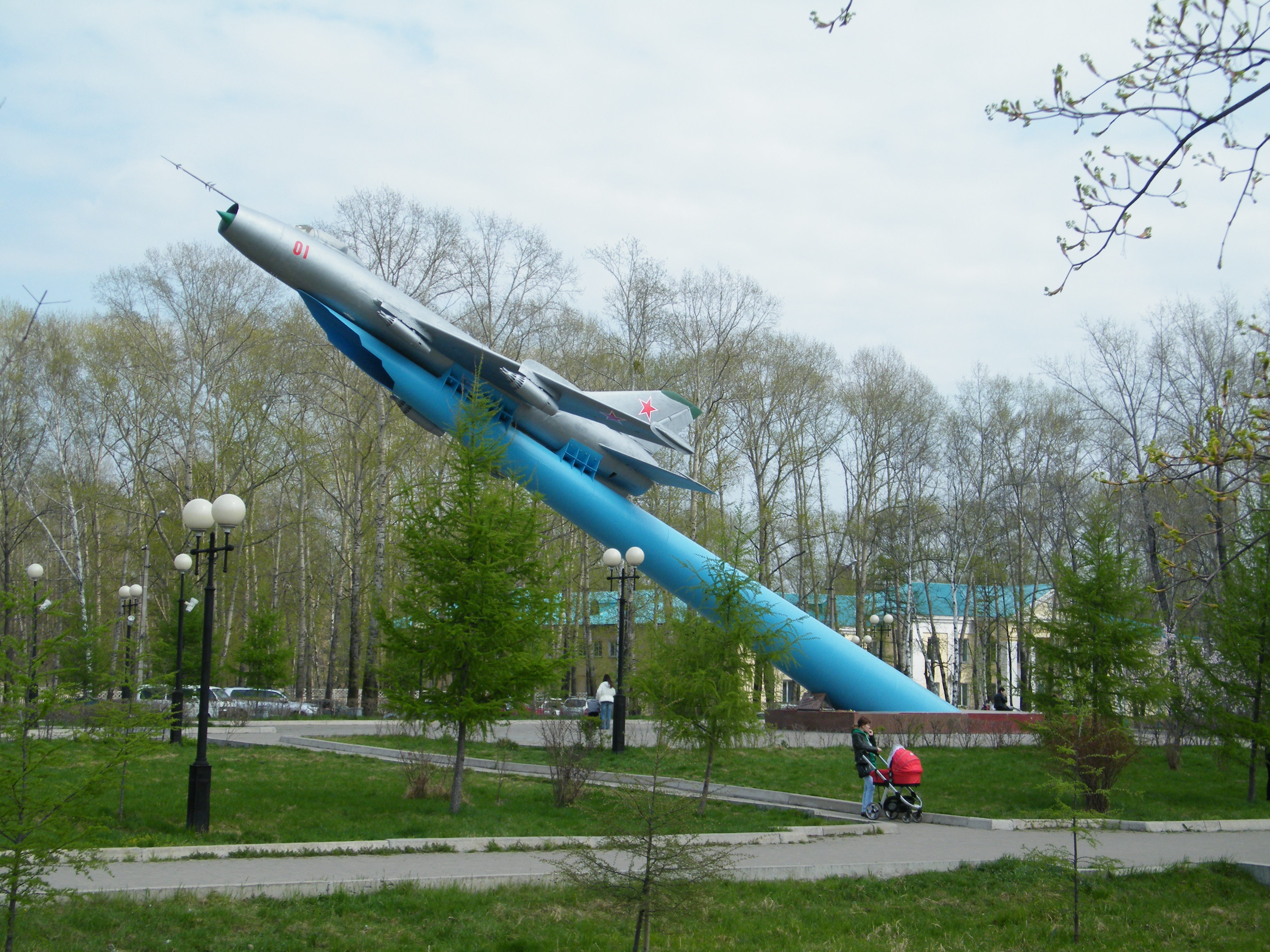
Самолет Су-7 — стела возле аэродрома «Центральный»

Комплекс «Большая Медведица»

- ул. Карла Маркса—Выборгская
- Авиагородок
- ул. Большая—Вяземская
- Посёлок завода им. Горького
- Солнечная поляна
- Усадьба-1, Усадьба-2, Усадьба-3.
- ул. Краснодарская
- Юбилейная—Южнопортовая
- микрорайон Новый
- микрорайон станции Хабаровск-2

## Объекты
- Дальневосточный государственный университет путей сообщения
- Хабаровский пограничный институт ФСБ России
- Железнодорожный вокзал и станция Хабаровск-1
- Железнодорожный вокзал и станция Хабаровск-2
- Хабаровское отделение Дальневосточной железной дороги
- Локомотивное депо Хабаровск-2
- Эксплуатационное вагонное депо Хабаровск-2
- Дом связи АТС-38 Хабаровск-2
- Дальневосточная детская железная дорога
- Аэропорт «Новый»
- Аэропорт малых воздушных линий
- Аэродром «Центральный»
- Аэродром ДОСААФ «Динамо»
- Хабаровский краевой аэроклуб
- Автомобильная школа ДОСААФ
- Военный авиаремонтный завод
- Завод им. Горького
- Краевая клиническая больница № 1
- Краевой кардиохирургический центр
- Краевой противотуберкулёзный диспансер
- Дорожная клиническая больница
- Отделенческая поликлиника № 2 РЖД
- Автовокзал
- Стадион «Локомотив»
- Редакция СМИ «Дебри-ДВ»

## Современное строительство
Самое высокое здание «Новый Квартал» — составляет 32 этажа (107 метров). В настоящее время этот рекорд побьёт гостиничный комплекс, которые строится рядом с «Новым Кварталом» — составляет 53 этажа (174,9 метра). В Железнодорожном районе стоят жилые дома разного типа, от 10 этажей до новостроек по 25—26 этажей. В этом районе примерно 18 торговых центров (самый большой — торговый центр ТРЦ «Большая Медведица» — 6 этажей, общая площадь 28 тыс. м2, но это не самый большой торговый центр, по состоянию 2012 года, БТЦ «Новый квартал» — составляет 8 этажей (42тыс. м2) и 5 вещевых рынков, один из которых — самый большой рынок на Дальнем Востоке — это Выборгский рынок, он составляет в длину около 1 км, а в ширину 300 м.